# Montecchio (Peccioli)
Montecchio è una frazione del comune italiano di Peccioli, nella provincia di Pisa, in Toscana.

## Geografia fisica
Montecchio è situato su uno sperone sabbioso a circa 200 m s.l.m. sulla sponda destra del Fiume Era. Nei pressi dell'abitato, lungo i fianchi del rilievo, sono presenti alcune sorgenti naturali note sin dall'antichità, che tutt'oggi vengono utilizzate per irrigare le coltivazioni. La principale si trova a pochi passi dal centro, ed è ancora completa della struttura medievale.
Tra la Via del Molino, che collega la frazione al capoluogo, e l'abitato di Montecchio, ha origine il Torrente Racosa, che incide una stretta e graziosa valle sino a gettarsi nel Roglio dopo circa 6 km nei pressi della località Poggio al Pino, situata subito ad est di Peccioli. 
Nei dintorni del centro abitato, si distingue un'importante zona rurale, chiamata Le Serre, che collega ancora una volta il paese all'abitato di Peccioli costeggiando il torrente Racosa, tramite alcune strade bianche disseminate di poderi e campi coltivati in pieno stile toscano. Sono tuttavia presenti anche zone con vegetazione ad alto fusto tipica della macchia mediterranea come cerro, farnia, leccio ecc... nei fianchi più in ombra delle ripide colline o nei fondovalle più stretti. 
A sud del centro di Montecchio scorre il Fiume Era, che forma un'ampia pianura alluvionale intensamente utilizzata per le coltivazioni. Fino agli anni '50-60 erano attivi anche alcuni mulini che sfruttavano l'energia delle acque fluviali. 

## Storia
È noto come la valdera fosse abitata fin dall'epoca degli Etruschi e Montecchio non fa eccezione:            troviamo infatti nel bosco di Ortaglia, a nord-est della zona delle Serre, i resti dell'omonimo Tempio, andato distrutto probabilmente a causa di un incendio. I numerosi resti della presenza etrusca si trovano all'interno di un pozzo profondo diversi metri, scavato per estrarre reperti da esporre poi al Museo Archeologico di Peccioli, o a quello di Volterra.
Testimonianze certe di insediamenti in epoca Romana nella zona di Montecchio non sembrano esserci, tranne che per una strada lastricata ubicata appena fuori dal paese, nella zona conosciuta come Boscone, oggi totalmente impraticabile a causa della vegetazione, che poteva servire per il trasporto di legna. Nessuno studio è mai stato compiuto su questa strada e pertanto rimane in forte dubbio la presenza di insediamenti romani nella zona.
Similmente a Peccioli e ad altri centri limitrofi, la natura sabbiosa della collina su cui è costruito Montecchio ha permesso forse già dal tempo degli etruschi, e sicuramente agli abitanti nell'epoca medievale, di scavare numerose nicchie, stanze e anche gallerie al di sotto del paese proprio grazie alla tenerezza della sabbia che, non essendo ancora litificata, risulta facile da scavare, ma abbastanza solida quando entrava a contatto con l'aria. Questi spazi sotterranei sono stati utilizzati quindi come cantine, ripostigli oppure, secondo alcune dicerie locali, come passaggi nascosti tra abitazioni o addirittura tra paesi. Di sicuro tornarono utili agli abitanti come nascondigli o rifugi nella Seconda Guerra Mondiale.
Emanuele Repetti la descrive come un casale della Giurisdizione di Peccioli, da cui dista circa 2 miglia toscane, provvisto di una chiesa parrocchiale dedicata a Santa Lucia, posta nel piviere di Fabbrica e nella Diocesi di Volterra.
In epoca medievale vi sorgeva un podere di proprietà della distrutta badia di San Casciano a Carigi sul Roglio, beneficio concesso al monastero da papa Lucio III e confermato da papa Clemente III nel 1188. Sotto la Repubblica di Pisa il distretto di Montecchio fu assegnato alla giurisdizione del capitano di Val d'Era residente a Monte Foscoli, a seguito dello Statuto Pisano del 1284.
Nell'agosto del 1362 i Fiorentini capitanati dal Marchese Bonifazio Lupi di Soragna assalirono il piccolo castello di Montecchio, reo di aver offerto rifugio a 200 masnadieri, che avevano portato numerosi attacchi alle truppe assedianti Peccioli.
La sorte politica di Montecchio fu comune a quella di Fabbrica abbassandosi al dominio fiorentino l'11 febbraio del 1406, poco prima della sconfitta pisana.

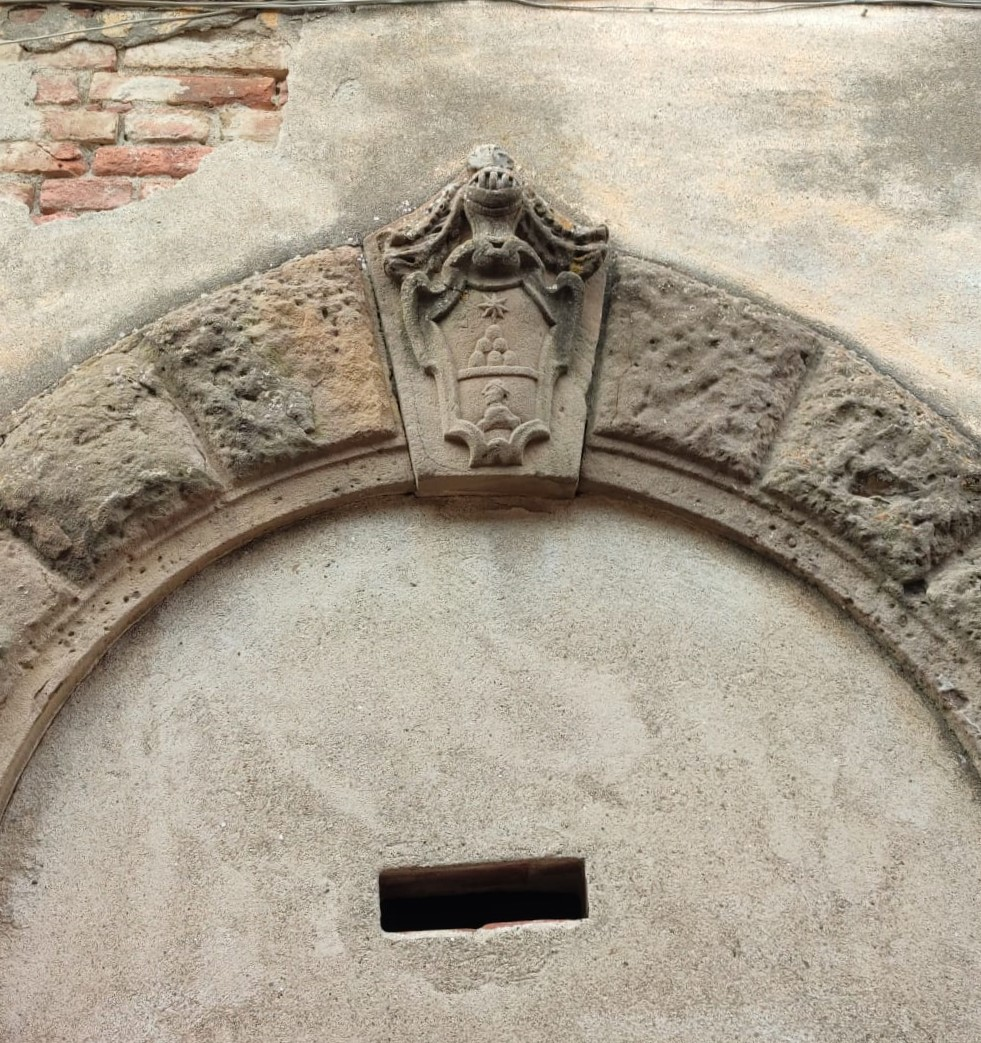
Stemma nobiliare della famiglia Neroni nel borgo di Montecchio.

Strettamente legata a Montecchio era la famiglia Nobile medievale Neroni, originaria proprio della piccola frazione che negli anni ha dato i natali a molti personaggi più o meno illustri del tempo, quasi tutti pittori, come Bartolomeo Neroni, detto Il Riccio, pittore e scultore attivo nel senese nel XVI secolo. e soprattutto a Matteo Neroni, nato proprio a Montecchio che fu un importante cartografo alla corte dei Medici tra '500 e '600 le cui opere (soprattutto globi) risultano essere esposte ai Musei Vaticani. L'origine di questa importante famiglia è testimoniata, nell'antico borgo, dallo stemma nobiliare dell'antica famiglia, inciso nell'arco di Pietra Serena di un grande portone lungo la via che conduce alla chiesa.

## Il borgo oggi
Il paese è costituito da una parte più recente, chiamata Case Nuove, che prende il nome dall'omonima via; e dal borgo medievale, che si trova più a nord. In tempi recenti, è stata edificata con un complesso residenziale la zona ad est del borgo, lungo la strada che conduce a Peccioli attraverso Le Serre.
Dal secondo dopoguerra fino agli anni '70-'80 il paese era dotato delle proprie scuole elementari il cui edificio è adibito oggi a Centro Polivalente.
Nel borgo sono presenti, oltre alla chiesa principale, altre due cappelle: quella della Madonna delle Serre, situata per la verità nell'omonima zona rurale al confine con Peccioli, e quella della Domenica delle Palme, che prende questo nome poiché qui viene celebrata esclusivamente questa festività. Questa piccola chiesa si trova nel punto più alto del paese, in una zona chiamata Cantinaccia, che raggiunge i 204 m.s.l.m.. Il cimitero paesano si trova invece all'inizio del paese, alla base della prominenza della collina, lungo la strada comunale che conduce a Fabbrica.
Oggi il paese è dotato di un alimentari e di un circolo ENDAS, chiamato Circolo L'Acacia, gestito dalla comunità paesana che organizza tramite il circolo gli eventi come feste e sagre del paese. Circa a metà giugno infatti si svolge la festa paesana detta Festinborgo, mentre alla fine di settembre si svolge da pochi anni la Montekkien Fest, un evento che richiama vagamente all'Oktoberfest bavarese. 

## Economia
L'economia si è sempre basata sull'agricoltura, con la coltivazione di vite e soprattutto dell'ulivo, infatti il paese è stato dotato per anni di un frantoio. Negli ultimi anni si è assistito ad una timida apertura verso il turismo con agriturismi, B&B e case in affitto.

## Sport
Fino alla seconda metà del '900 il borgo ha avuto la propria squadra di calcio, poi disgregata, a causa della poca affluenza. Il campo sportivo si trova lungo la strada che conduce alle Serre, anche se oggi è in stato di totale abbandono.

## Architettura Civile e Religiosa
- Chiesa dei SS.Lucia e Pancrazio
- Chiesa della Domenica delle Palme
- Chiesa della Madonna delle Serre
- Fonti Medievali

## Curiosità

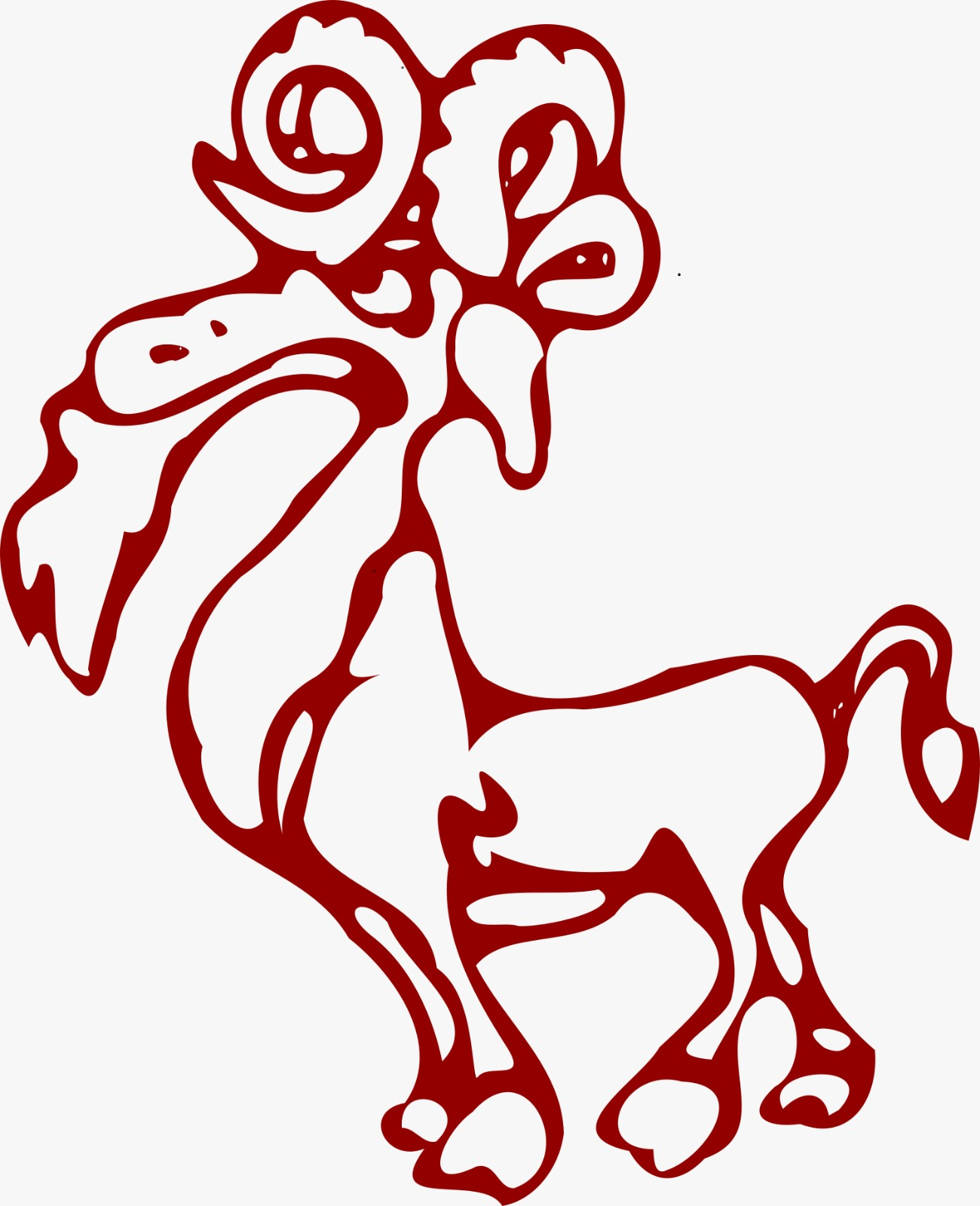
Immagine a computer del Becco Montecchiese, simbolo del paese

- Secondo un'antica e stravagante leggenda il simbolo del paese è il Becco, ovvero il caprone, rappresentato con i contorni rossi su sfondo giallo, che sono i colori storici di Montecchio. La leggenda narra che, durante un'offensiva militare da parte, forse, dei fiorentini contro il paese di Montecchio, gli abitanti, in netta inferiorità numerica, decisero di legare delle lampade al collo delle loro capre e, all'imbrunire, le fecero avanzare lungo il crinale della collina dove sorge l'abitato in direzione opposta a quella dei nemici. Si narra quindi che i nemici, sorpresi ed intimoriti dall'infinito "esercito" di capre che scendeva dal paese, decisero di battere in ritirata. Da quel giorno quindi il Becco fu l'animale simbolo del paese.

- Un'usanza tramandata da generazioni dagli abitanti montecchiesi riguarda la produzione ed il consumo di un liquore dallo spiccato sapore di anice chiamato Montecchiese. Grazie all'operosità di alcuni esponenti del paese, tramite il Circolo l'Acacia, la ricetta è stata depositata presso un liquorificio in modo da poter produrre e vendere il liquore che infatti da anni si trova in vendita solamente presso il circolino del paese.